# Macre
Ne doit pas être confondu avec Châtaigne d'eau.
Macre est une chrétienne martyrisée au Mont-d'Origny (Aisne), vers 287 sous le préfet Rictovaire (Rictius Varus) lors de persécutions du temps de  Dioclétien. Elle est reconnue sainte par l'Église catholique. C'est la patronne des villes de Fismes, Fère-en-Tardenois et Longueval-Barbonval.

## Biographie
Jeune fille venella virguncula sous Rictievare, elle fut fouettée, soumise au feu puis jetée en prison après avoir été mutilée. Elle en fut extraite pour être de nouveau mise au supplice en un lieu appelé litia, une île formée par la confluence de la Vesle et de la Nore et y rendre l'âme le 6 janvier.

## Iconographie

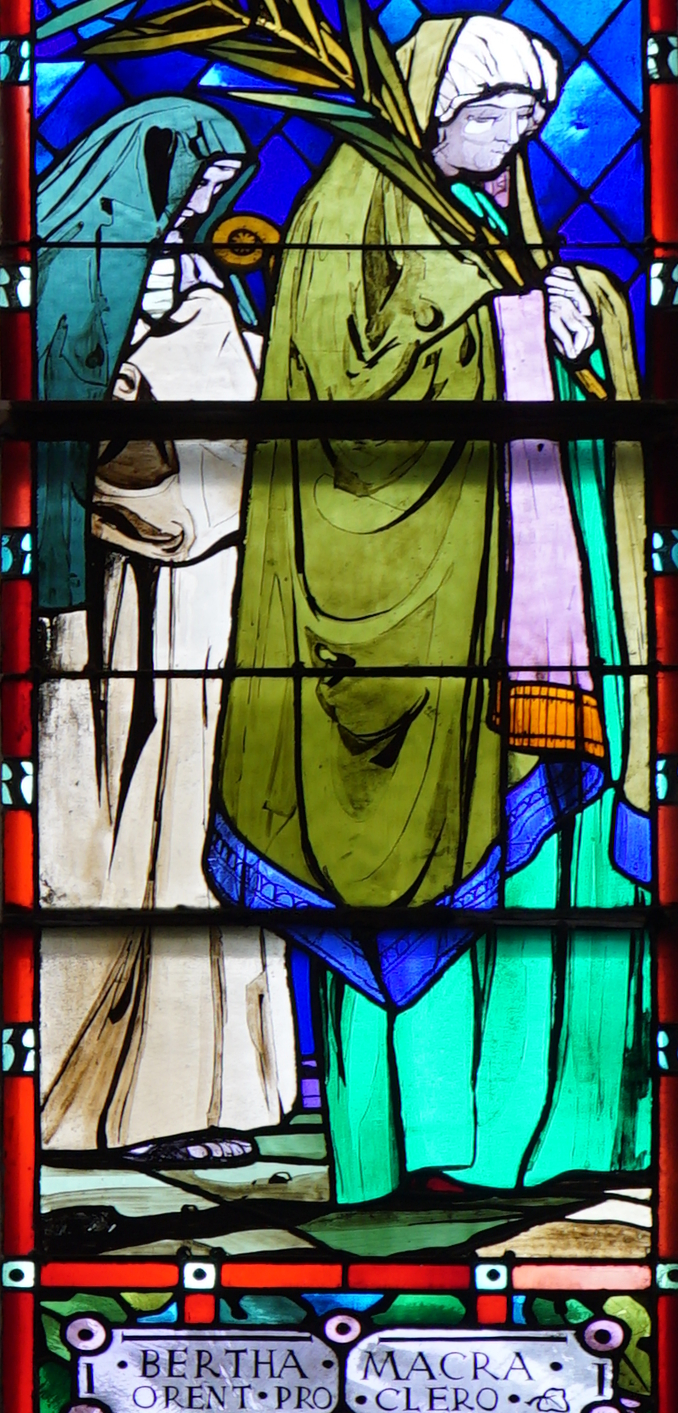
Par le maître verrier Jacques Simon.

Ses représentation montrent sa nudité du temps de son martyre, le feu qui l'a brûlé et les charbons ardents qui la firent souffrir. Elle a pour attributs : des tenailles qui lui ont mutilé les seins, les verges qui lui ont déchiré le corps et une palme de martyr.

## Reliques
Elle fut enterrée sur place puis son corps fut déplacé à Fismes dans une église bâtie par Dangulf cinq cents ans plus tard. Plusieurs lui sont dédiées, outre celle de Fismes, une à Fère-en-Tardenois, une à Longueval. En 1389, l'archevêque de Reims a pris un radius pour Ferre-en-Tardenois et un morceau du fémur pour Longue-Val, une omoplate pour son église de Bourgueil en Anjou.

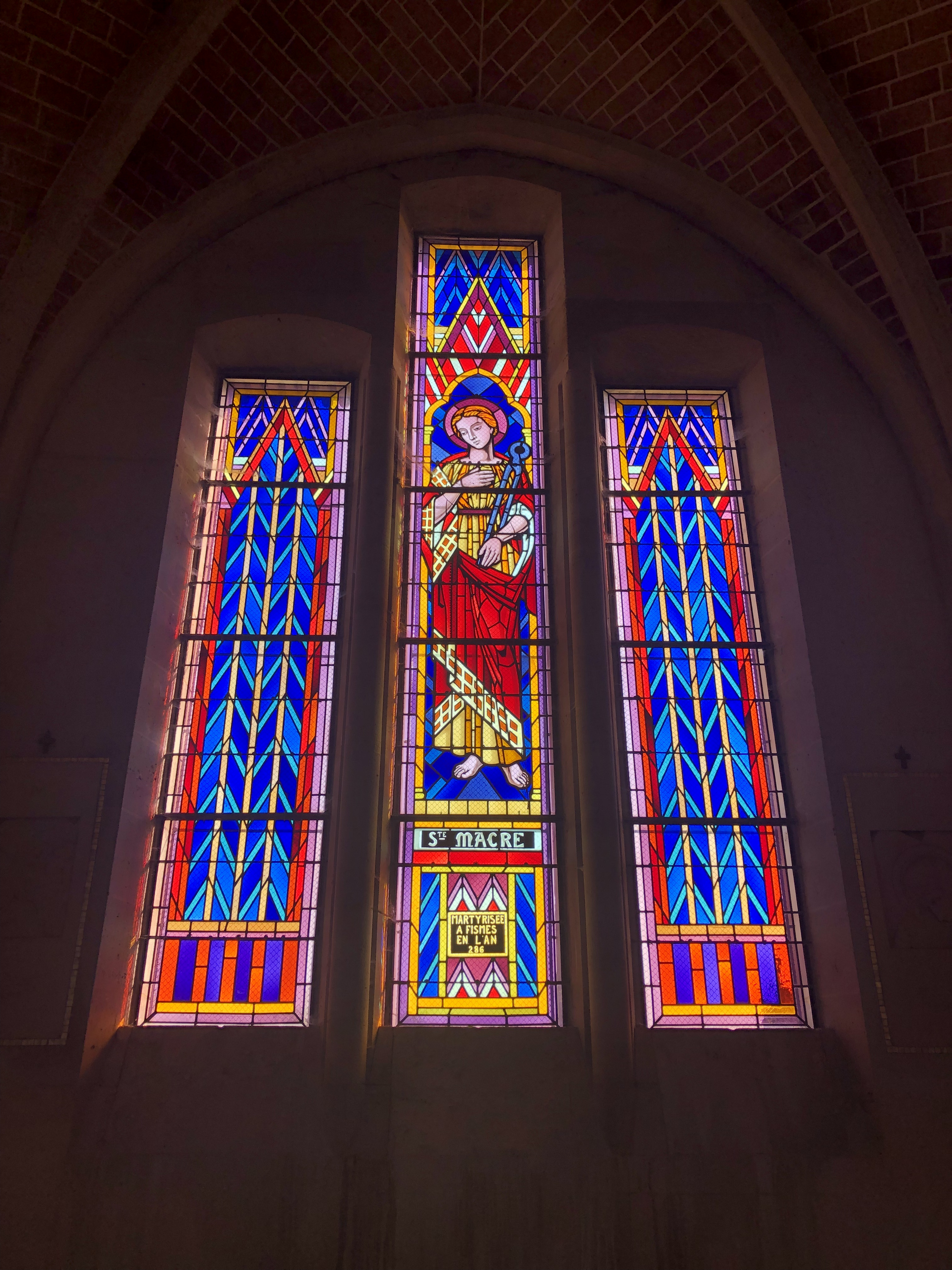
Vitrail de René Bour et Jacques Damon, église Sainte-Marie-Madeleine de Mont-Notre-Dame.

## Fête
Sa fête est le 6 janvier, anniversaire de sa mort.

## Institution Sainte-Macre de Fismes
L'institution Sainte-Macre de Fismes, établissement catholique d'enseignement, a été fondée en 1892 par la Communauté religieuse de sœurs appelées " Les sœurs de Sainte Chrétienne ". Fondée en 1807, par Madame de Méjanès, la mission de cette congrégation était celle de l'instruction gratuite des enfants et le service des pauvres. Ce fut le 16 août 1892 que la sœur supérieure de Metz envoya deux sœurs pour la création du collège de garçons : le collège Sainte-Macre. La mise en service de cet établissement se fit en octobre 1892, par décision de l'Autorité Diocésaine de l'époque, comme succursale de l'Institution Notre-Dame de Rethel. L'abbé Morigny fut nommé supérieur, directeur de l'Institution Sainte-Macre. Depuis, de nombreux élèves sont passés par l'Institution Sainte-Macre. Aujourd’hui encore, le Collège Sainte-Macre continue à scolariser des enfants de Fismes, mais aussi des villages périphériques de la  Marne, de l’Aisne et de la vallée de l’Ardre. L'institution Sainte-Macre a été dirigée par des prêtres dont l'abbé Piècevaux, puis par  d'autres directeurs laïcs dont M. Vasseur, M. Carn, Mme Boissel et depuis 2003 par M. Bianco.
Le collège Sainte-Macre et l'école Sainte-Chrétienne appartiennent aujourd'hui au même ensemble scolaire sous tutelle diocésaine.

## Sources
- Vies des pères des martyrs et des autres principaux saints, tirés des actes originaux et des monumens les plus authentiques., Alban Butler, traduit de l'anglais par Godescard, 1830, page 281, tome 8.
- Sainte Macre, vierge et martyre, patronne de la ville de Fismes, de Fère en tardenois Longue-Val les Fismes, Henry Bazin, 1643, Reims (Bibliothèque Municipale de Reims sous la cote CRI 187 P).